# Gynoplistia fusca
Gynoplistia fusca är en tvåvingeart som först beskrevs av Jaennicke 1867.  Gynoplistia fusca ingår i släktet Gynoplistia och familjen småharkrankar. Inga underarter finns listade i Catalogue of Life.